# Hans Hornich

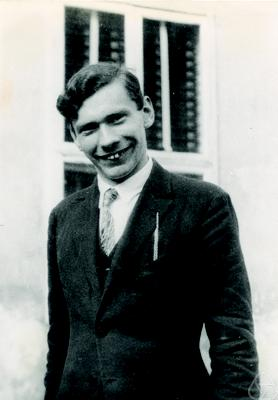
Hans Hornich

Hans Hornich (* 28. August 1906 in Wien; † 20. August 1979 ebenda) war ein österreichischer Mathematiker, der sich mit Analysis befasste.

## Leben
Hornich, Sohn des Philologen und Pädagogen Rudolf Hornich, besuchte das Wiener Akademische Gymnasium und studierte anschließend Mathematik, Physik und Astronomie an der Universität Wien. Zu seinen Lehrern gehörten Wilhelm Wirtinger, Philipp Furtwängler, Hans Hahn, Karl Menger und Walther Mayer. 1929 promovierte er bei Karl Menger mit der Dissertation Über einen zweigradigen Zusammenhang (mit Wirtinger als Zweitgutachter). Nach einer Tätigkeit als Bibliothekar am Mathematischen Institut der Universität Wien erfolgte 1933 die Habilitation mit Integrale erster Gattung auf speziellen Riemannschen Flächen. 1936 wurde er Assistent am Mathematischen Institut der Universität Wien. 1945 wurde er Lehrbeauftragter an der Hochschule für Bodenkultur in Wien. 1949 wurde er zunächst Professor an der Technischen Hochschule in Graz und 1958 wechselte er an die Technische Hochschule in Wien (Nachfolge von Paul Funk), wo er bis zu seiner Emeritierung 1976 als ordentlicher Professor für Mathematik wirkte. Er war auch Honorarprofessor an der Universität Wien.
Bekannt wurde Hornich schon durch seine Dissertation und Habilitation in der Funktionentheorie. In seiner Habilitation konstruierte er erstmals abelsche Integrale auf nicht-kompakten Riemannschen Flächen. Auf dem Gebiet der Differentialgleichungen befasste er sich unter anderem mit der Frage der Existenz von Lösungen bei partiellen Differentialgleichungen (PDE) mit stetigen Koeffizienten, dargestellt vor allem für PDE 1. Ordnung in zwei Variablen in seiner Monographie von 1960. Weiter befasste er sich mit Potentialtheorie (vermischte Randwertaufgaben), unendlichen Reihen und Produkten, schlichten Funktionen und Risikotheorie. In der Mathematikgeschichte befasste er sich mit Bernard Bolzano. Bekannt war er auch für sein Wilhelm Wirtinger gewidmetes Lehrbuch der Funktionentheorie.
Hornich war ab 1963 korrespondierendes Mitglied der Österreichischen Akademie der Wissenschaften und ab 1970 wirkliches Mitglied. 1978 erhielt er das Große Silberne Ehrenzeichen für Verdienste um die Republik Österreich. Er war Ehrenmitglied der Österreichischen Mathematischen Gesellschaft.
Er war Mitherausgeber der Monatshefte für Mathematik und seit 1936 mit Michaela Rabenlechner verheiratet.

## Werke
- Lehrbuch der Funktionentheorie. Springer, Wien 1950
- Existenzprobleme bei linearen partiellen Differentialgleichungen. Dt. Verl. d. Wiss., Berlin 1960
- Integrale erster Gattung auf speziellen Riemannschen Flächen, Monatshefte f. Math. Physik, 40, 1933, S. 241–282 (Habilitation)
- Beschränkte Integrale auf der Riemannschen Fläche von {\displaystyle {\sqrt {\cos({\frac {\pi z}{2}})}}}, Monatshefte f. Math. Physik, 42, 1935, S. 377–388
- Zur geometrischen Theorie der Reihen, Monatshefte f. Math. Physik, 46, 1938, S. 266–276
- Zur Theorie des Risikos, Monatshefte f. Math. Physik, 50, 1941, S. 142–150
- Eine Ungleichung für Vektorlängen, Mathematische Zeitschrift, 48, 1942, S. 268–274
- Über die nirgends lösbaren linearen partiellen Differentialgleichungen, Jahresbericht DMV, 58, 1956, S. 103–109
- Ein Banachraum analytischer Funktionen in Zusammenhang mit den schlichten Funktionen, Monatshefte für Mathematik, 73, 1969, S. 36–45